# Perdita primula
Perdita primula är en biart som beskrevs av Timberlake 1958. Perdita primula ingår i släktet Perdita och familjen grävbin. Inga underarter finns listade i Catalogue of Life.